# Macará (kanton)
Macará – kanton w prowincji Loja, w Ekwadorze. Stolicą kantonu jest Macará.